# La Chapelle-la-Reine
La Chapelle-la-Reine är en kommun i departementet Seine-et-Marne i regionen Île-de-France i norra Frankrike. Kommunen ligger i kantonen La Chapelle-la-Reine som tillhör arrondissementet Fontainebleau. År 2022 hade La Chapelle-la-Reine 2 236 invånare.

## Befolkningsutveckling
Antalet invånare i kommunen La Chapelle-la-Reine
| Referens: INSEE |